# 스쿨오브아메리칸발레학교
스쿨오브아메리칸발레학교는 미국 뉴욕에 있는 발레 학교이다.